# 云陵镇
云陵镇，是中华人民共和国福建省漳州市云霄县下辖的一个乡镇级行政单位。

## 行政区划
云陵镇下辖以下地区：
下港社区、大园社区、溪美社区、王府社区、塘坪社区、宝楼社区、大路社区、西园社区、汀洋社区、城元社区、北园社区、金霞社区、塘坪村、享堂村、下坂村和下城村。